# Thompsonella xochipalensis
Thompsonella xochipalensis är en fetbladsväxtart som beskrevs av M. Gual Diaz, S. Peralta Gómez och E. Perez-calix. Thompsonella xochipalensis ingår i släktet Thompsonella och familjen fetbladsväxter. Inga underarter finns listade i Catalogue of Life.